# Franz Jaburek
Franz Jaburek, zuweilen auch Franz Jawurek, (* 20. November 1911; † 20. März 1945 in Wien) war ein österreichischer Fußballspieler.

## Karriere
Jaburek gehörte dem First Vienna FC als Mittelfeldspieler an, für den er zunächst von 1932 bis 1937 in den vom Wiener Fußball-Verband ausgetragenen Meisterschaften in der I. Liga, die Saison 1937/38 in der Nationalliga, Punktspiele bestritt.
Nach dem Anschluss Österreichs kam er von 1941 bis 1944 in der Gauliga Donau-Alpenland in einer von 17, später auf 23 aufgestockten Gauligen zur Zeit des Nationalsozialismus als einheitlich höchste Spielklasse im Deutschen Reich zum Einsatz.
Während seiner Vereinszugehörigkeit gewann er mit seiner Mannschaft je einmal die Österreichische Meisterschaft und den nationalen Vereinspokal. Während der NS-Zeit gewann er dreimal die Gaumeisterschaft. Infolgedessen nahm er auch dreimal an den Endrunden um die Deutsche Meisterschaft teil. Zunächst kam er in allen Spielen von der Qualifikationsrunde bis zum Finale zum Einsatz. Im Berliner Olympiastadion verlor er mit seiner Mannschaft am 4. Juli 1942 vor 90.000 Zuschauern gegen den FC Schalke 04 durch die Tore von Ernst Kalwitzki und Fritz Szepan mit 0:2.
In der Endrunde 1942/43 bestritt er das am 2. Mai 1943 im Praterstadion mit 5:2 gewonnene Erstrundenspiel gegen den Militärsportverein Brünn, danach das am 16. Mai 1943 in Breslau mit 8:0 gewonnene Achtelfinale beim LSV Reinecke Brieg, gegen den er mit dem Treffer zum 1:0 in der siebten Minute sein einziges Tor in einer seiner drei Endrunden erzielte. Danach gewann seine Mannschaft mit ihm das am 30. Mai 1943 mit 2:0 gegen den TSV 1860 München gewonnene Viertelfinale in Wien, bevor sie am 13. Juni 1943 im Stuttgarter Halbfinale am FV Saarbrücken mit 0:2 scheiterte. Bei seiner letzten Endrundenteilnahme wurde er im Erstrundenspiel erneut gegen den Militärsportverein Brünn sowie im Achtel- und Viertelfinale gegen den STC Hirschberg und den Dresdner SC eingesetzt.
Im nationalen Pokalwettbewerb für Vereinsmannschaften um den Tschammerpokal kam er lediglich am 19. Juli 1942 beim 2:1-Erstrundensieg beim Wiener AC zum Einsatz. 
Im Frühjahr 1945 bestritt er einige Spiele für den Wiener Sportklub. Am 20. März 1945 starb er bei einem Bombenangriff auf Wien.

## Erfolge
- Österreichischer Meister 1933
- ÖFB-Cup-Sieger 1937
- Zweiter der Deutschen Meisterschaft 1942
- Gaumeister Donau-Alpenland 1942, 1943, 1944